# Coendou prehensilis
Il porcospino brasiliano (Coendou prehensilis (Linnaeus, 1758)) è un roditore appartenente alla famiglia Erethizontidae, diffuso in America Meridionale.

## Descrizione
Il corpo è coperto con spine dorsali corte e folte, di color biancastro o giallastro, che si mescolano con i peli più scuri, mentre la parte inferiore è grigiastra. Le labbra e il naso sono grassi. La coda è prensile, con la punta che si arriccia in su per ottenere una miglior presa sui rami degli alberi. Pesa circa 4 chili e può raggiungere il metro di lunghezza, di cui la metà di questi è la coda. Non c'è nessuna spina sulla coda, che è lunga (330-485 millimetri) e prensile. Le sue zampe riflettono il loro stile di vita arboricolo, ben adattato per aggrapparsi ai rami, con quattro dita con lunghi artigli su ciascun piede.

## Biologia

### Comportamento

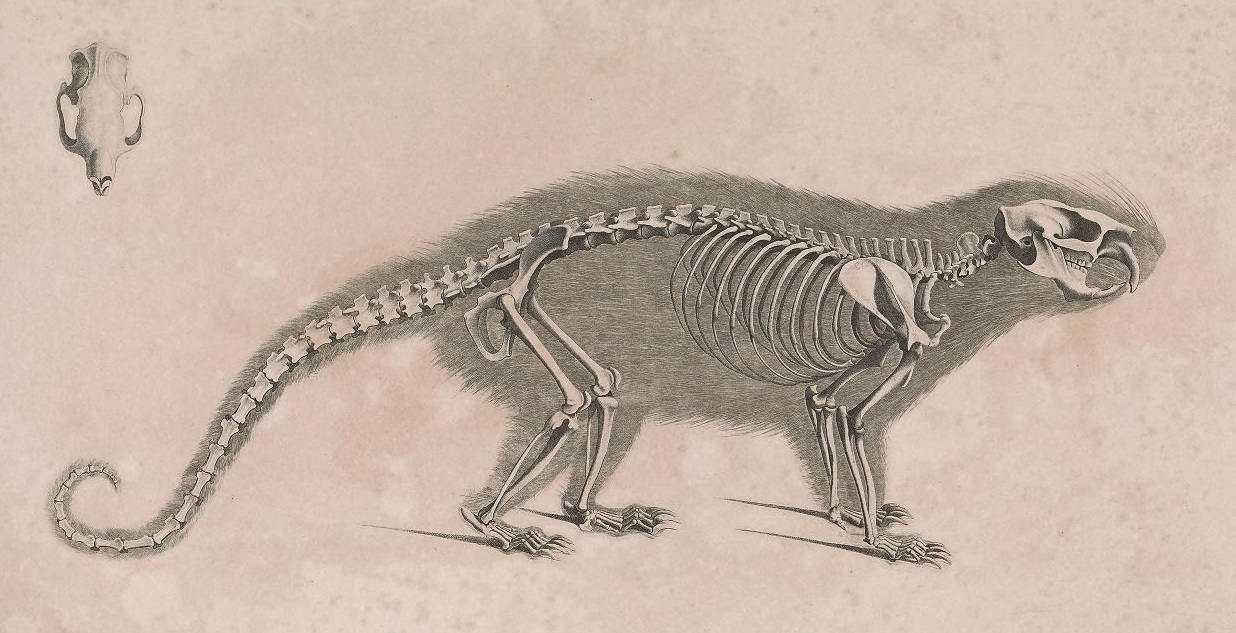
Scheletro

Questo porcospino timido e notturno è solitario o vive in coppia nei rami degli alberi. Durante il giorno riposa in una cavità in un albero vuoto o in un'area ben protetta dalla canopia, 6-10 metri sopra il terreno. Scende a terra raramente, ma mostra poco timore se gli capita di essere catturato. Non è aggressivo ma si difende ferocemente se attaccato. La sua dieta consiste in foglie, frutta e piccoli ramoscelli e germogli freschi. Questa creatura può facilmente essere addomesticata abbastanza per poterla tenere in cattività. La competizione intraspecifica consiste nel mordere e in tentativi per danneggiare gli avversari con le loro spine taglienti. Quando sono eccitati, gli istrici battono i loro piedi posteriori. I suoni usati per comunicare consistono in dei ringhi e delle grida. Quando viene preso, l'istrice rotola formando una palla. La coda prensile è utilizzata per aggrapparsi intorno ai rami mentre sale.

### Riproduzione
In generale la femmina dà alla luce ad un singolo cucciolo in primavera. L'istrice neonato è coperto di peli rossi e di piccole spine dorsali, che si induriscono poco tempo dopo la nascita.

## Distribuzione e habitat
È presente in Brasile, Argentina, Venezuela, Guiana, Bolivia e Trinidad, con una testimonianza anche dall'Ecuador.
Abita in foreste tropicali fino a 1.500 m di altitudine.